# Okop

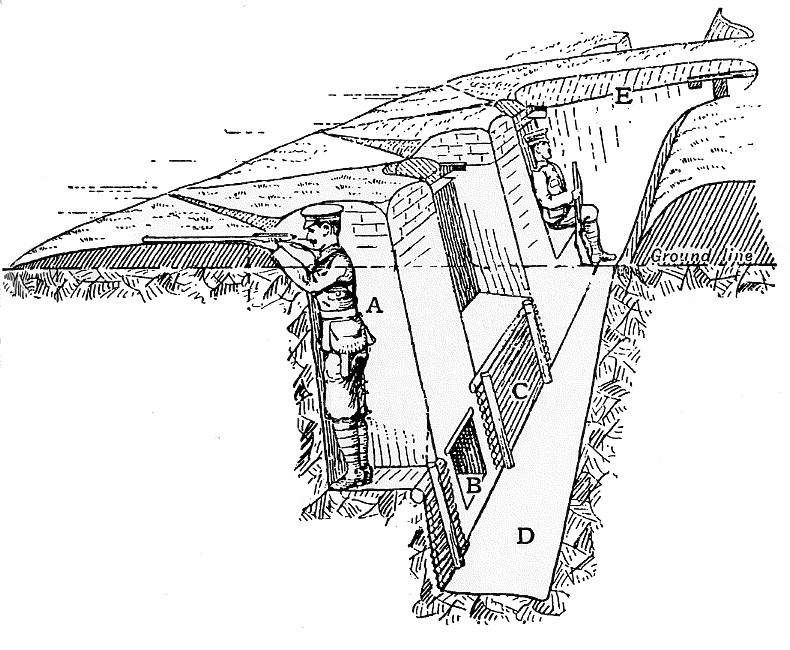
Schemat okopu:
A - nisza strzelecka (stanowisko strzeleckie),
B - nisza amunicyjna,
C - ławka strzelecka,
D - chodnik,
E - transzeja

Okop – polowa fortyfikacja ziemna, obronna lub oblężnicza, w postaci wykopu o głębokości chroniącej przed ostrzałem nieprzyjaciela na wprost, redukująca przy okazji skutki ostrzału od góry i bombardowań, usytuowana na froncie walk, służąca głównie do prowadzenia ognia z broni osobistej i zespołowej oraz obserwacji przedpola. Czasami własne okopy (punktowe) może mieć również sprzęt ciężki operujący (np. czołgi) bezpośrednio na froncie, aczkolwiek na współczesnym teatrze walk, charakteryzującym się mobilnością sprzętu, stosowane jest to coraz rzadziej.
Najczęściej okopy są długimi wąskimi rowami ziemnymi, z urobkiem odkładanym głównie od strony nieprzyjaciela. Jeśli okopy mają spełniać funkcje obronne, ich przedpole może być dodatkowo chronione zasiekami, polami minowymi itp., a same okopy, jeśli to możliwe, są umiejscawiane na skraju innych przeszkód terenowych (np. na skraju rzek, bagien) oraz na linii naturalnych osłon (ściana lasu, szczyt stromizny, zabudowania). Ściany okopów mogą być wzmacniane np. workami z piaskiem, deskami pochodzącymi ze skrzyń, w których znajdowało się dostarczone na linię walk wyposażenie oddziałów lub amunicja. Okopy powinny posiadać umocnione dodatkowo stanowiska strzeleckie i obserwacyjne, a w przypadku przeciągających się walk pozycyjnych również dodatkowo osłonięte (w tym także od góry) tzw. blindażami stanowiska bezpośredniego dowodzenia, punkty medyczne itp., a nawet miejsca bytowania żołnierzy. Dużym problemem zarówno przy kopaniu jak i późniejszym wykorzystywaniu okopów jest ich odwodnienie zarówno w konsekwencji opadów jak i podsiąkających wód zaskórnych. W przypadku walk ofensywnych lub oblężniczych okopy powinny posiadać również miejsca ułatwionego wyjścia żołnierzy do ataku.
Linia okopów powinna mieć postać linii łamanej dla ograniczenia skutków ostrzału od góry i bombardowań. W przypadku zaawansowanych fortyfikacji (niedoraźnych), do okopów kopie się dodatkowe rowy komunikacyjne, czyli transzeje.
W przeszłości (XV–XVIII) terminem okop określano wały ziemne, które chroniły własne zgrupowanie wojsk przed atakiem nieprzyjaciela i na których rozstawiano artylerię i piechotę. Niektóre budowle tego typu, jak np. Okopy Świętej Trójcy na Podolu, składały się zarówno z umocnień ziemnych, jak i murowanych bram i bastionów.

## Galeria

Brytyjski okop w czasie bitwy nad Sommą (1916)
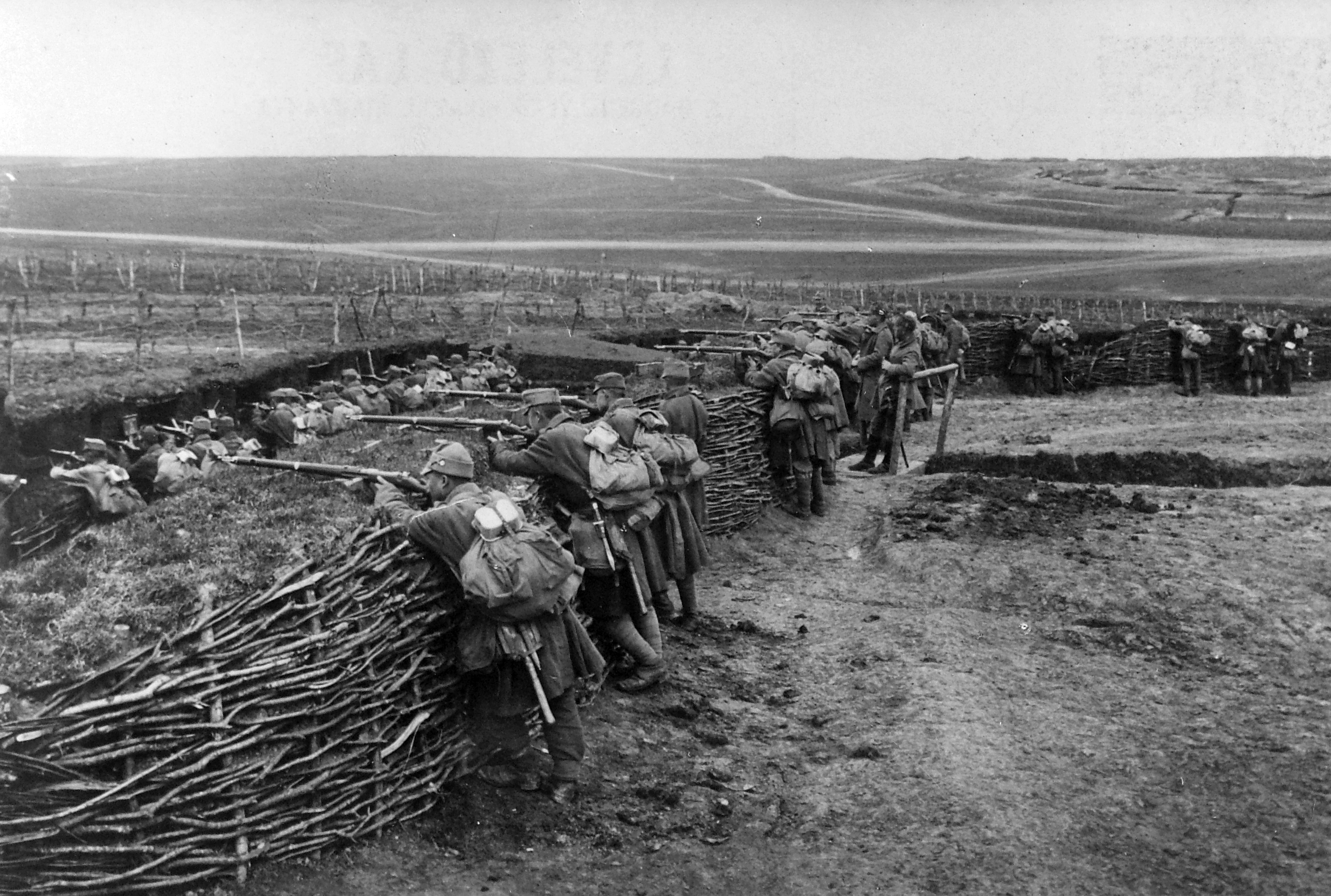
Podwójna linia okopów zabezpieczona zasiekami (1916)
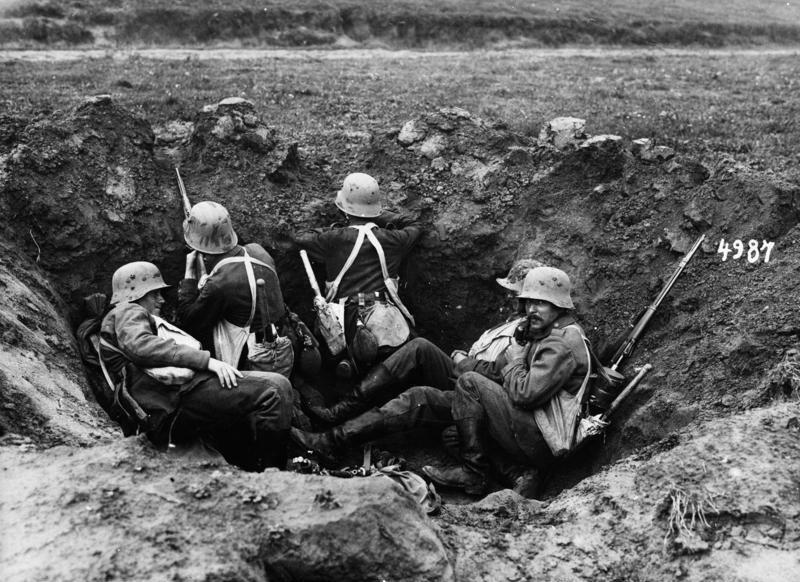
Prowizoryczny okop wykonany w trakcie walk we Flandrii (1917)
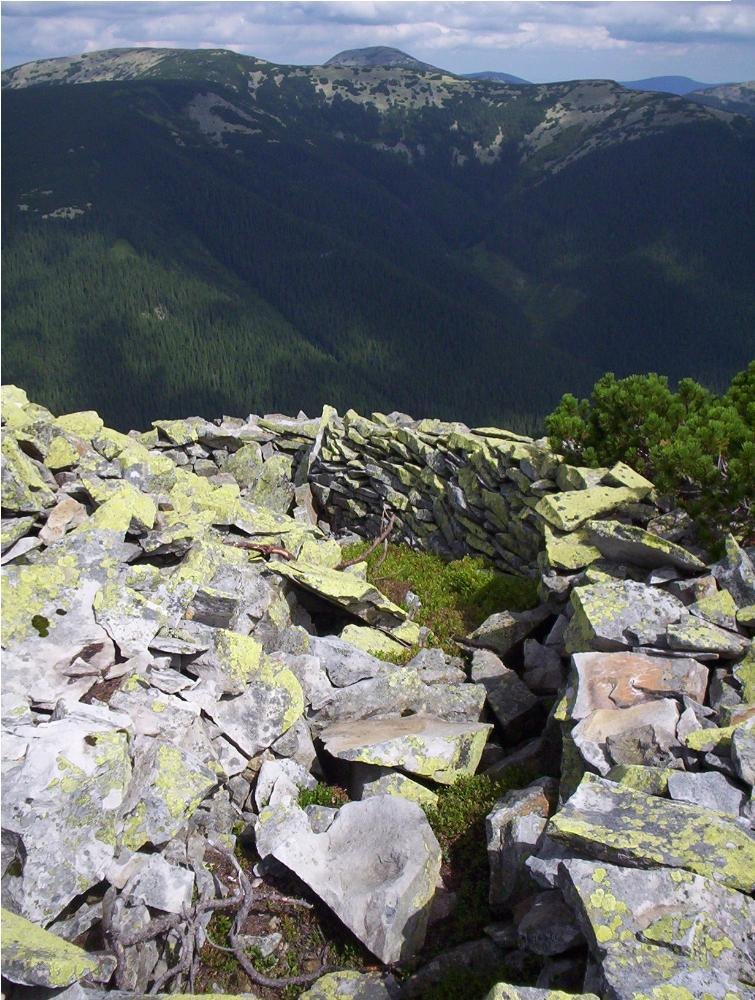
Resztki okopów z I wojny światowej na szczytach Gorganów (stan z 2006)
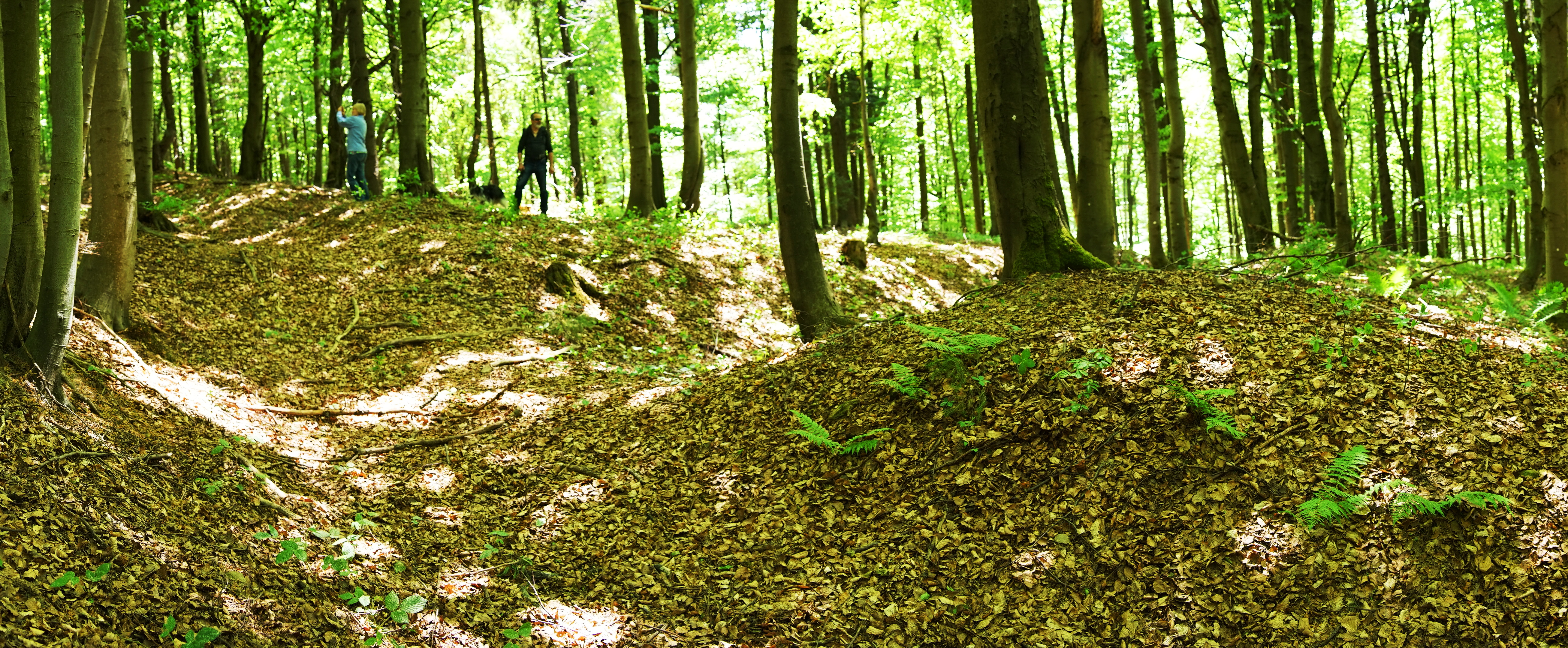
Relikt okopów konfederatów barskich z XVIII w. w formie szańców